# 清華大學第四教室樓

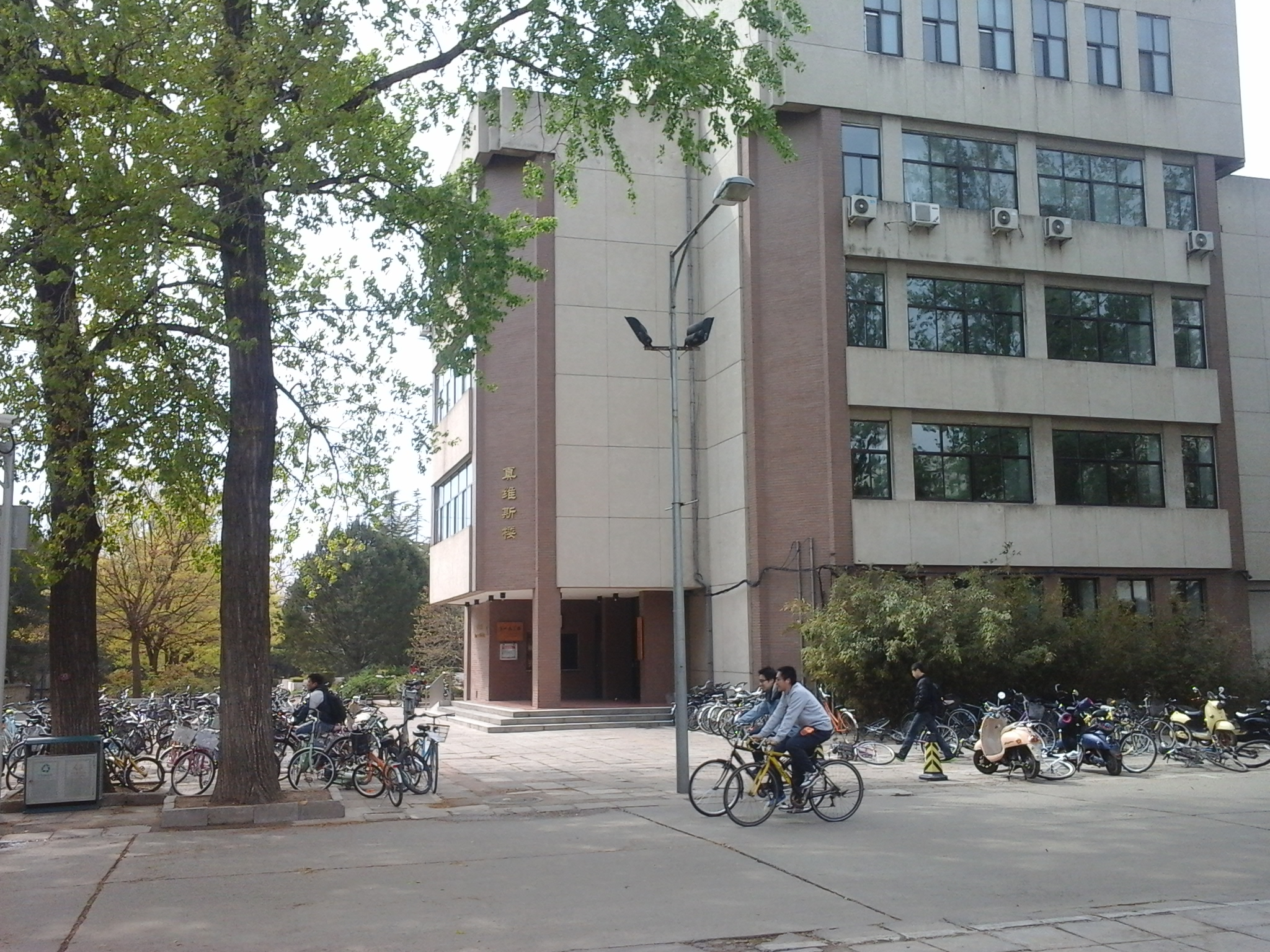
清华大学第四教室楼（真維斯樓）

清華大學第四教室樓簡稱四教，又稱為真维斯楼，位於清華學堂路旁，是清華第四個公共教學樓。建成於1988年，建築面積3187平方公尺，高四層，框架混合結構，由謝肇堂、曾涵棻、張晉芳、趙曉晞設計。
四教用了巧妙的設計，利用地形地貌，在門前隨坡就勢鋪設了步行道，解決了地面高低落差2.75公尺的難題。四教的大廳每年會舉辦學生課餘科技成果展覽等。